# جونگ چانگ
جونگ چانگ (انگلیسی: Jung Chang؛ ‏ تلفظ در ماندارین: [tʂɑ́ŋ ɻʊ̌ŋ]؛ ‏ زادهٔ ۲۵ مارس ۱۹۵۲) نویسنده چینی‌الاصل اهل بریتانیا است. او بیشتر برای خودزندگی‌نامه خانوادگی‌اش «قوهای وحشی» شناخته می‌شود که بیش از ۱۰ میلیون نسخه از آن در سراسر جهان فروخت اما در جمهوری خلق چین ممنوع شد. زندگی‌نامهٔ ۸۳۲ صفحه‌ای او از مائو تسه‌تونگ مائو: داستان ناشناخته که با همسرش، مورخ ایرلندی، جان هالیدی نوشته شده است، در ژوئن ۲۰۰۵ منتشر شد.

## زندگی در چین
جونگ چانگ در ۲۵ مارس ۱۹۵۲ در ایبلین سیچوآن به دنیا آمد و دومین فرزند از پنج فرزند خانواده بود. والدین او هر دو از مقامات حزب کمونیست چین بودند و پدرش علاقه زیادی به ادبیات داشت. او از کودکی به خواندن و نوشتن علاقه‌مند شد و حتی به سرودن شعر پرداخت.
در ابتدا، به عنوان اعضای حزب، خانواده او از زندگی نسبتاً خوبی برخوردار بودند. والدینش سخت کار می‌کردند و پدرش به عنوان یک مبلغ ایدئولوژیک در سطح منطقه‌ای به موفقیت رسید. رتبه رسمی او "مقام سطح ۱۰" بود، به این معنا که او یکی از حدود ۲۰٬۰۰۰ کادر مهم حزب کمونیست در کشور محسوب می‌شد. حزب کمونیست برای خانواده آن‌ها یک خانه در یک مجموعه محافظت‌شده و دیوارکشی‌شده، همراه با یک خدمتکار، راننده، پرستار شیرده و دایه برای چانگ و چهار خواهر و برادرش فراهم کرده بود.
چانگ در نوشته‌هایش اشاره می‌کند که نام اولیه او «ار-هونگ» (二鴻) بود که به معنای «قوی دوم» است، اما از آنجا که این نام شبیه کلمه‌ای به معنای «قرمز پژمرده» بود، او در ۱۲ سالگی از پدرش خواست که نامش را تغییر دهد. او تأکید داشت که «نامی با حال و هوای نظامی» می‌خواهد. پدرش نام «جونگ» را پیشنهاد کرد، که به معنای «امور نظامی» است.

### انقلاب فرهنگی
مانند بسیاری از همسالان خود، جونگ چانگ در ۱۴ سالگی تصمیم گرفت که به گارد سرخ بپیوندد، درست در سال‌های اولیه انقلاب فرهنگی چین. او در کتاب قوهای وحشی (Wild Swans) می‌نویسد که «مشتاق این کار بودم» و از بستن بازوبند قرمز «هیجان‌زده» شده بود. با این حال، در خاطراتش اشاره می‌کند که از شرکت در حملات علیه معلمان و سایر چینی‌ها خودداری کرد و پس از مدتی کوتاه به دلیل خشونت بیش از حد گاردهای سرخ از آن‌ها کناره‌گیری کرد.
شکست‌های سیاست یک گام بزرگ به جلو باعث شد والدین چانگ با سیاست‌های مائو تسه تونگ مخالفت کنند. مانند بسیاری از مقامات بلندپایه، آن‌ها نیز در دوران انقلاب فرهنگی هدف سرکوب قرار گرفتند. هنگامی که پدر چانگ مستقیماً از مائو انتقاد کرد، او و خانواده‌اش با واکنش شدید طرفداران مائو روبه‌رو شدند.
چانگ در قوهای وحشی می‌نویسد که والدینش به‌طور عمومی تحقیر شدند – جوهر روی سر آن‌ها ریخته شد، مجبور شدند پلاکاردهایی با شعارهایی علیه خودشان بر گردن آویزان کنند، روی شن‌ریزه زانو بزنند و در زیر باران بایستند. در نهایت، آن‌ها دستگیر و زندانی شدند. پدرش در اثر شکنجه‌ها دچار بیماری‌های جسمی و روانی شد که تا پایان عمر ادامه داشت. حرفه و زندگی اجتماعی والدینش نابود شد و خانواده مجبور شد خانه خود را ترک کند.
پیش از محکومیت و زندانی شدن والدینش، چانگ بدون چون‌وچرا از مائو حمایت می‌کرد و هرگونه تردید زودگذر خودش را تقبیح می‌کرد. اما تا زمان مرگ مائو، احترام او نسبت به رهبر چین کاملاً از بین رفته بود. در کتابش، او می‌نویسد که هنگام شنیدن خبر مرگ مائو، مجبور شد سر خود را روی شانه یکی از دانشجویان بگذارد تا تظاهر به ناراحتی کند. او تغییر دیدگاه خود نسبت به مائو را این‌گونه توضیح می‌دهد:
چانگ در آثار بعدی خود، شست‌وشوی مغزی مردم چین تحت ایدئولوژی مائوئیسم را بیش‌تر مورد بررسی قرار داد.
بر اساس فصل‌های ۲۳ تا ۲۸ کتاب قوهای وحشی زندگی چانگ در دوران انقلاب فرهنگی چین ترکیبی از یک «محکوم» و «فردی برخوردار از امتیاز» بود. در ۱۹۷۳، او به دانشگاه سیچوان رفت و به عنوان یکی از «دانشجویان کارگران، دهقانان و سربازان» پذیرفته شد. در ۱۹۷۵، دولت چین برای پدرش مراسم تشییع جنازه رسمی برگزار کرد. در ۱۹۷۸، یک سال پیش از آغاز اصلاحات پس از مائو، چانگ موفق شد با بورسیه دولتی چین کشور را ترک کند و تحصیلات خود را در بریتانیا ادامه دهد.

### مطالعه زبان انگلیسی
بسته شدن سیستم دانشگاهی، چانگ را، مانند بیشتر هم‌نسل‌های خود، از گرداب‌های سیاسی دانشگاهی دور کرد. در عوض، او چندین سال را به عنوان یک دهقان، یک دکتر پابرهنه (یک پزشک دهقانی پاره وقت)، یک کارگر فولاد و یک برق‌کار گذراند و به دلیل سیاست‌های مائو که نیازی به آموزش رسمی به عنوان پیش نیاز برای چنین کارهایی ضروری نبود، هیچ آموزش رسمی در این حوزه‌ها ندید.
دانشگاه‌ها در نهایت بازگشایی شدند و او جایی در دانشگاه سیچوان برای تحصیل زبان انگلیسی به دست آورد و بعداً به عنوان دستیار مدرس در آنجا مشغول شد. پس از مرگ مائو، او امتحانی را گذراند که به او اجازه تحصیل در غرب را داد و درخواست او برای ترک چین پس از اعاده حیثیت پدرش از لحاظ سیاسی تأیید شد.

## زندگی در بریتانیا

### پیشینه دانشگاهی
جونگ چانگ در ۱۹۷۸ با دریافت بورسیه دولتی چین برای ادامه تحصیل به بریتانیا مهاجرت کرد و ابتدا در لندن اقامت داشت. سپس به یورک‌شر نقل مکان کرد و در دانشگاه یورک در رشته زبان‌شناسی تحصیل کرد. او این‌بار با بورسیه‌ای از خود دانشگاه توانست تحصیلاتش را ادامه دهد و طی این مدت در کالج دروِنت دانشگاه یورک سکونت داشت. چانگ در ۱۹۸۲ موفق شد مدرک دکترای زبان‌شناسی خود را از دانشگاه یورک دریافت کند و به اولین فرد از جمهوری خلق چین تبدیل شد که موفق به اخذ دکترا از یک دانشگاه بریتانیایی شده است. در ۱۹۸۶، او به همراه جان هالیدی کتاب "مادام سون یات-سن (سونگ چینگ‌لینگ)" را منتشر کرد که زندگی‌نامه سونگ چینگ لینگ همسر سون یات سن از رهبران انقلاب چین بود.
او همچنین دکترای افتخاری از دانشگاه باکینگهام دانشگاه یورک، دانشگاه واریک، دانشگاه داندی، دانشگاه آزاد انگلستان، دانشگاه وست لاندن و همچنین کالج بودین در ایالات متحده آمریکا دریافت کرده است. چانگ مدتی در دانشکده مطالعات شرقی و آفریقایی (SOAS) لندن تدریس کرد اما در دهه ۱۹۹۰ تصمیم گرفت تدریس را کنار بگذارد و به‌طور کامل بر نویسندگی تمرکز کند.

### تجربیات نو
در ۲۰۰۳، جونگ چانگ مقدمه‌ای جدید برای کتاب قوهای وحشی نوشت که در آن، به سال‌های ابتدایی زندگی‌اش در بریتانیا پرداخت و دلیل نوشتن این کتاب را توضیح داد. او که در دهه ۱۹۶۰ و ۱۹۷۰ در چین زندگی کرده بود، پس از ورود به بریتانیا از فضای متفاوت آن شگفت‌زده شد. فرهنگ، ادبیات و هنر متنوع بریتانیا برایش هیجان‌انگیز بود. حتی جعبه‌های گل رنگارنگ در پنجره‌ها آن‌قدر برایش جالب بودند که درباره‌شان برای خانواده‌اش نامه می‌نوشت. هاید پارک و باغ‌های کیو برایش الهام‌بخش بودند و او از هر فرصتی برای تماشای نمایشنامه‌های ویلیام شکسپیر در لندن و یورک استفاده می‌کرد. در مصاحبه‌ای با انتشارات هارپرکالینز چانگ گفت: «احساس می‌کنم شاید دلم هنوز در چین مانده است.»
او در غرب لندن زندگی می‌کند و همسرش، جان هالیدی، یک تاریخ‌نگار ایرلندی است که در زمینه تاریخ آسیا تخصص دارد. با وجود اینکه تمام کتاب‌های چانگ در چین ممنوع هستند، اما دولت چین به او اجازه داده است که برای دیدار خانواده‌اش به سرزمین اصلی چین سفر کند.

### شهرت
انتشار کتاب قوهای وحشی جونگ چانگ را به یک چهره سرشناس جهانی تبدیل کرد. سبک منحصربه‌فرد او که تاریخ چین را از دریچه زندگی سه نسل از زنان خانواده‌اش روایت می‌کرد، بسیار موفق بود. این کتاب به ۳۷ زبان ترجمه شد و فروش بالایی در سراسر جهان داشت.
چانگ به شخصیتی محبوب برای سخنرانی دربارهٔ چین کمونیستی تبدیل شد و در بریتانیا، اروپا، آمریکا و بسیاری از کشورهای دیگر به سخنرانی پرداخت. در ۱۴ ژوئن ۲۰۰۵، او به دانشگاه یورک بازگشت و در یک مناظره دانشگاهی با حضور بیش از ۳۰۰ دانشجو سخنرانی کرد. در ۱۰ مارس ۲۰۰۵، بی‌بی‌سی او را به برنامه کوئسشن تایم (زمان پرسشگری) دعوت کرد تا در اولین پخش این برنامه از شانگهای حضور داشته باشد. اما چند روز قبل از برنامه پایش شکست و نتوانست در آن شرکت کند.
در سال نوی ۲۰۲۴ میلادی، چانگ به پاس خدماتش در ادبیات و تاریخ، به دریافت نشان فرمانده والامقام امپراتوری بریتانیا (CBE) مفتخر شد.